# قناة ملك (كرمان)
قناة ملك (بالفارسية: قنات ملک) ،تعرف أيضًا بكهنو ملك،(بالفارسية: کهنو ملک ) ،  هي قرية في ضاحية جافا ران الريفية التابعة لمحافظة رابر التابعة لمقاطعة كرمان في إيران . في تعداد عام 2006 ، كان عدد سكانها 338 ، في 77 أسرة. 
في هذه القرية ولد شهيد قاسم سليماني ، اللواء الإيراني في سلاح الحرس الثوري الإسلامي وقائد فيلق القدس، بدأً من عام 1998 حتى وفاته في غارة جوية أمريكية مستهدفة في 3 يناير 2020 في بغداد . 

## مشاهير
- قاسم سليماني ، جنرال في فيلق الحرس الثوري الإسلامي